# Yang Haoran
Yang Haoran (杨浩然S; Chengde, 22 febbraio 1996) è un tiratore a segno cinese, vincitore di due medaglie alle Olimpiadi di Tokyo 2020.

## Palmarès
- Giochi olimpici

Tokyo 2020: bronzo nella carabina 10 metri aria compressa individuale e oro in quella a squadre mista